# Иван Сомов
Иван Георгиев Сомов или Йоан Сомо (на румънски: Ioan Vani Somo) е български революционер от арумънски произход, гевгелийски войвода на Вътрешната македоно-одринска революционна организация.

## Биография
Георгиев роден в мъгленорумънското гевгелийско село Люмница, днес Скра, Гърция и по народност е мъгленски влах. Влиза във ВМОРО и става четник, а по-късно десетар в четата на Иванчо Карасулията. От март 1905 година е гевгелийски районен войвода на ВМОРО. Загива в 1906 година в сражение с турска войска при реката под село Купа заедно с четниците Атанас Танчев Цачев и Стоян Ковачев Балтаджиев от Люмница и Пейо Митрев от Купа.